# رودريغوس
رودريغوس هو لاعب كرة قدم برازيلي، ولد في 10 أكتوبر 1997 في Arês, Rio Grande do Norte ‏ في البرازيل. لعب مع غريميو بورتو أليغرينزي.

## وصلات خارجية
- رودريغوس على موقع الدوري الأمريكي (الإنجليزية)
- رودريغوس على موقع قاعدة بيانات كرة القدم.إي يو (الإنجليزية)
- رودريغوس على موقع قاعدة بيانات كرة القدم.إي يو (الإنجليزية)
- رودريغوس على موقع Soccerway.com (الإنجليزية)